# Hamschen
Homschezi (Հոմշեցի Homschezi lisu „die Hamschen-Sprache“, türkisch Hemşince) ist ein archaischer westarmenischer Dialekt, der von der östlichen und nördlichen Gruppe der Hemşinli gesprochen wird, einer ethnischen Gruppe, die in der nordöstlichen Türkei, Georgien (Abchasien) und Russland sowie Zentralasien lebt. Bis zu den Massakern an den Armeniern 1894–1896 und dem Völkermord an den Armeniern wurde es in einem größeren zusammenhängenden Gebiet gesprochen.
Es ist leicht verständlich mit dem restlichen Armenischen. Es existierte nur in gesprochener Form bis 1995, als der Sprachwissenschaftler Bert Vaux ein auf dem modifizierten türkischen Alphabet basierendes orthografisches System entwickelte, während das Armenische Alphabet von christlichen Einwanderern aus Hamschen (Nördliche Hemşinli) in Russland und Georgien (Abchasien) verwendet wurde – die die Sprache als Homschezma (Հոմշեցմա) bezeichnen.
Hemşince wird unter den Östlichen Hemschinli gesprochen, auch bekannt als die Hopa Hemschinli, welche in kleinen Gruppen in Dörfern in der türkischen Provinz Artvin und in Zentralasien leben. Die Westlichen Hemschinli oder Rize-Hemşinli, eine verwandte, aber geografisch getrennte Gruppe in der Provinz Rize, sprachen bis ins späte 19. Jahrhundert ebenfalls Hemşince. Sie sprechen heute nur noch türkisch, behalten aber viele Hemşince-Lehnwörter bei. Eine dritte Gruppe, die nördlichen Homschezik in Russland, Georgien (Abchasien) und Armenien sprechen ebenfalls Homschezma.
Hemşince/Homschezma hat sprachliche Besonderheiten, die zeigen, dass es zur westarmenischen Dialektgruppe gehört; die beiden sind generell untereinander verständlich. Hemşince hat enge Verbindungen zu den armenischen Dialekten, die ehemals im Nordosten der Türkei anzutreffen waren, speziell in Hodortschur und in geringerem Maße in Trabzon. Aufgrund ihrer langen Isolation enthält das Hemşince auch viele Archaismen, was es von allen anderen armenischen Dialekten unterscheidet. Die Sprache behält Formen bei, die nur im klassischen und Mittelarmenischen anzufinden sind, und enthält gleichzeitig fremde (vor allem Türkische und Kurdische) grammatikalische und lexikalische Komponenten, was es während des zwanzigsten Jahrhunderts vom modernen Armenischen entfernte.
Die UNESCO hat Hemşince/Homschezma als eine definitiv bedrohte Sprache eingeordnet.